# Wildnisstraße (Schweden)

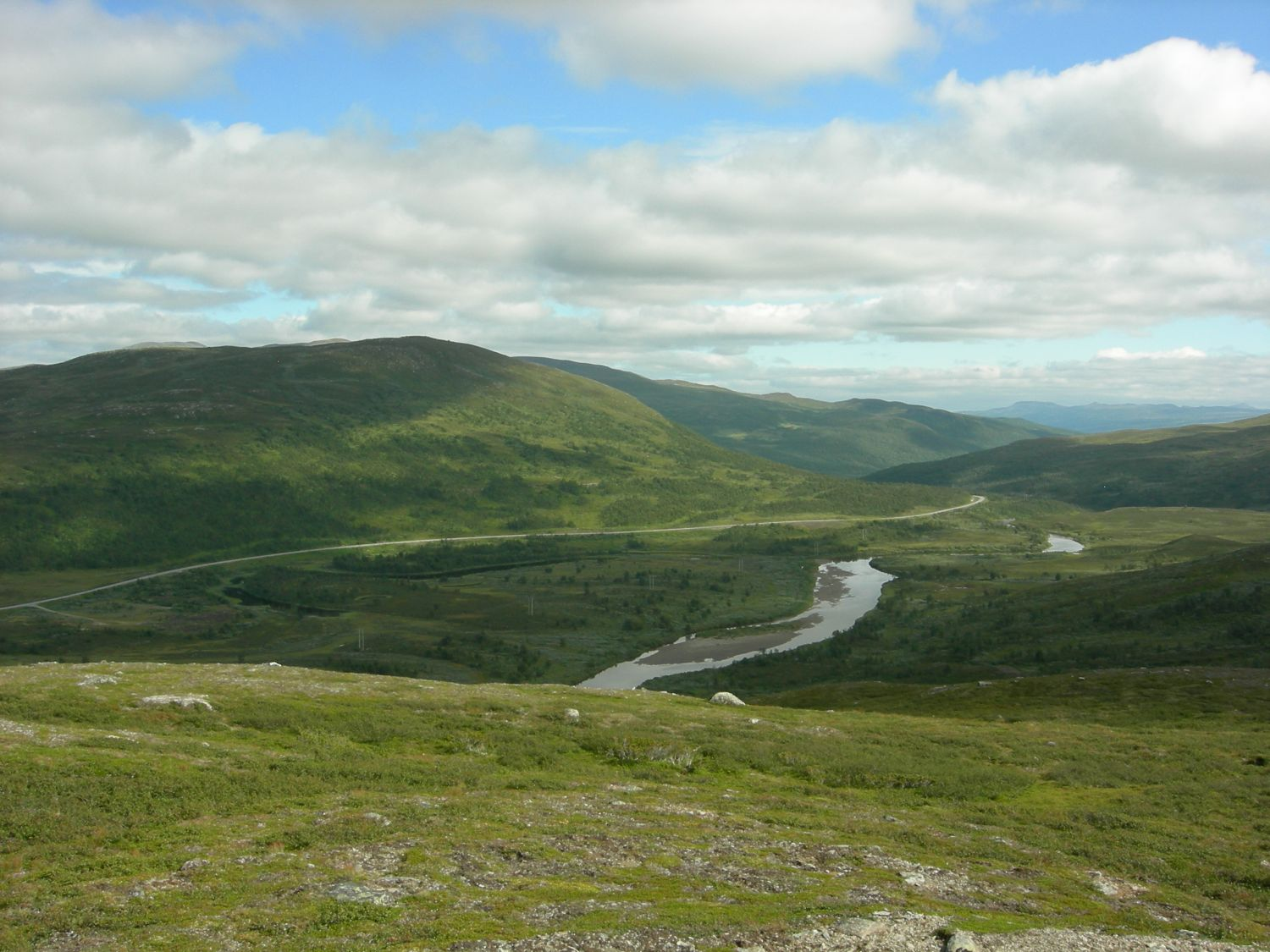
Vildmarksvägen zwischen Stekenjokk und Klimpfjäll

Die Wildnisstraße (schwedisch Vildmarksvägen) ist eine touristische Straße im nördlichen Jämtland und südlichen Lappland. 

## Verlauf
Die Straße verläuft zunächst entlang des Gewässersystems Ströms Vattudal von Strömsund nach Gäddede über den Länsväg 342, danach via Jormvattnet und Stora Blåsjön oberhalb der Waldgrenze über das Gebirge und über Stekenjokk nach Klimpfjäll. Danach führt die Straße am Ufer des Kultsjön vorbei und weiter über Stalon zum nächsten großen See, Malgomaj, und an seinem südlichen Ufer vorbei nach Vilhelmina. Sie beginnt und endet an der Europastraße 45.

## Geschichte
Die Straße durch das Gebirge oberhalb der Waldgrenze wurde in den 1970er-Jahren für den Verkehr von und zur Grube in Stekenjokk angelegt. Das Bergwerk wurde 1989 stillgelegt. Stekenjokk war niemals eine Siedlung von dauerhaft dort Wohnenden. Die Grubenarbeiter wohnten hauptsächlich in Klimpfjäll und Stora Blåsjön.